# یواس‌اس رانکویل (اس‌اس-۳۹۶)
یواس‌اس رانکویل (اس‌اس-۳۹۶) (به انگلیسی: USS Ronquil (SS-396)) یک زیردریایی است که طول آن ۳۱۱ فوت ۶ اینچ (۹۴٫۹۵ متر) می‌باشد. این زیردریایی در سال ۱۹۴۴ ساخته شد.